# Smooth Rock Falls
Smooth Rock Falls är en ort i Kanada.   Den ligger i provinsen Ontario, i den sydöstra delen av landet, 600 km nordväst om huvudstaden Ottawa. Smooth Rock Falls ligger 246 meter över havet och antalet invånare är 1 376.
Terrängen runt Smooth Rock Falls är platt. Runt Smooth Rock Falls är det glesbefolkat, med 8 invånare per kvadratkilometer.. 
I omgivningarna runt Smooth Rock Falls växer i huvudsak blandskog.